# Hermenegildo Alves

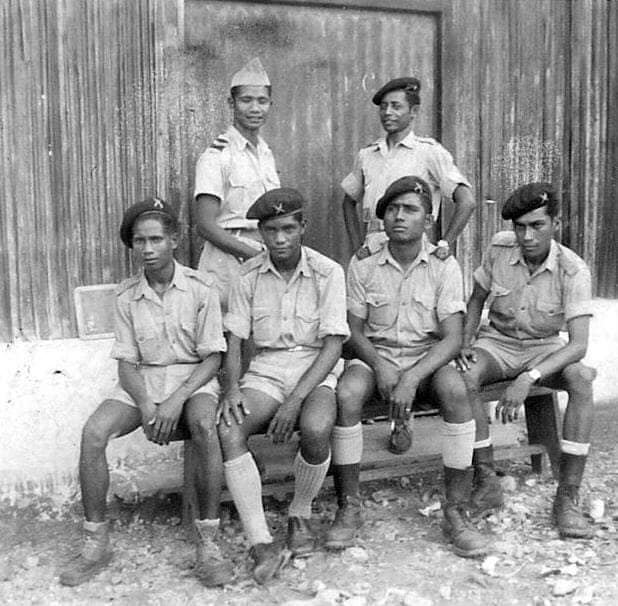
Hermenegildo Alves
(sitzend, 1. v. l.) in der portugiesischen Armee (zwischen 1962 und 1965)

Hermenegildo Augusto Pereira Alves (* 1941; † 1979 in Osttimor), Kampfname Busa, war ein osttimoresischer Politiker und Freiheitskämpfer.
Alves war Mitglied des Zentralkomitees der FRETILIN, die am 28. November 1975 die Unabhängigkeit Osttimors ausrief. Außerdem war er stellvertretender Kommandant der Forças Armadas de Libertação Nacional de Timor-Leste (FALINTIL). Im aufgestellten Regierungskabinett wurde Alves zum stellvertretenden Vizeminister für Verteidigung ernannt. 1977 wurde das Amt des Vizeverteidigungsministers abgeschafft und Alves quasi zum Sektorkommandeur (COMSEC) des Sektors Centro Leste degradiert.
Anfang 1979 wurde Alves von den indonesischen Invasoren gefangen genommen und verschwand kurz darauf.
2006 wurde Alves posthum der Ordem de Dom Boaventura verliehen. Seine sterblichen Überreste ruhen auf dem Heldenfriedhof in Metinaro.